# Cá mù làn vây chấm
Cá mù làn vây chấm (tên khoa học Apistus carinatus) là một loài cá đơn chi trong họ Apistidae. Loài cá này xuất xứ ở vùng Ấn Độ Dương và tây Thái Bình Dương. Chúng thường sinh sống ở độ sâu từ 14 đến 60 mét (46 đến 197 ft) . Loài này có tầm quan trọng thấp đối với ngành thủy sản thương mại địa phương. Xử lý loài cá này có thể nguy hiểm vì các gai của vây cá có nọc độc. Loài này phát triển đến chiều dài 20 xentimét (7,9 in).